# Nian
Nianshou
Cette page contient des caractères spéciaux ou non latins. S’ils s’affichent mal (▯, ?, etc.), consultez la page d’aide Unicode.
Pour la commune burkinabée, voir Nian (Doumbala).
 (décembre 2020).
Si vous disposez d'ouvrages ou d'articles de référence ou si vous connaissez des sites web de qualité traitant du thème abordé ici, merci de compléter l'article en donnant les références utiles à sa vérifiabilité et en les liant à la section « Notes et références ».
Dans le folklore chinois, Nianshou (chinois traditionnel : 年獸 ; chinois simplifié : 年兽 ; pinyin : nián shòu) ou Nian est un animal maléfique à tête de lion et corps de taureau qui aurait selon la tradition donné son nom à l’année (nián : an ; shòu : bête). Sa légende est liée aux coutumes du Nouvel An chinois. Il est représenté comme un lion des danses de lions, bien que ces derniers soient des animaux auspicieux.

## Légende
Dans les temps anciens, il existait un animal féroce qui, une fois par hiver, descendait des montagnes ou sortait des bois pour s’approcher des villages, dévorant les gens sur son passage. Il ne venait qu’à la nuit tombée et disparaissait au lever du jour. Les années passant, la population finit par connaitre ses points faibles et savoir prédire le soir de sa venue. La bête craignait la lumière, le bruit et la couleur rouge. La résistance fut bientôt au point. Chaque hiver, à l’approche du soir fatidique, les villageois accrochaient des décorations rouges aux portes, barricadaient bêtes et gens à l’intérieur et, n’osant pas s’endormir, bavardaient en mangeant les nombreux plats qu’ils avaient préparés en prévision de la nuit de veille. Lorsqu’ils entendaient  Nian rôder près de leur maison, ils tapaient sur des casseroles pour le faire fuir. Ils passaient ainsi cette nuit sans dommage. Par la suite, le dieu stellaire Ziwei (紫微) décida de descendre sur terre pour enchainer Nian, qui cessa définitivement de troubler les humains. Ces coutumes sont répétées la nuit du réveillon à travers les pétards, les feux de bengale et autres feux d’artifice, ainsi que les caractères auspicieux (duilian) tracés sur papier rouge et collés sur les portes.

### Autre version
Selon une légende, il y avait dans l'antiquité un animal étrange et particulièrement féroce avec des cornes sur la tête, nommé nian. L'animal vivait au fond de la mer et mettait pied à terre à la veille du Nouvel An pour dévorer le bétail et les gens. Chaque année, par conséquent, les villageois emmenaient les vieillards et les enfants dans les montagnes désertes pour y fuir la férocité de l'animal.
Une veille du Nouvel An, un mendiant âgé arrive au village de Taohua, une canne à la main, un sac à l'épaule, à la barbe blanche et aux yeux brillants. Une vieille dame de l'est du village l'a persuadé de fuir le nian dans les montagnes. Le vieux monsieur éclate de rire, la main à la barbe : "Si Madame me permet de rester une nuit chez vous, je chasserai l'animal".
A minuit, le nian entre dans le village. S'apercevant que dans la famille de la vieille dame à l'est du village, des papiers rouges ont été collés à la porte et que la maison est particulièrement éclairée, l'animal se jette sur la maison en poussant un cri sauvage. Près de la porte, tout d'un coup s'élèvent des sons pif ! paf ! dans la cour. Pris de frissons des pieds à la tête, l'animal se sauve à toutes jambes. En effet, le nian a peur du rouge, des flammes et des détonations.
Le lendemain, le 1er janvier, les réfugiés sont rentrés au village. Voyant que tout est intact, ils se ruent vers la famille de la vieille dame et ils voient des papiers rouges à la porte, des bouts de bambous qui émettent encore des sons pif ! paf ! dans la cour et quelques bouts de bougies encore en train de brûler dans la maison ...
Fous de joie, les villageois changent d'habit et de chapeau pour célébrer l'avènement du bon augure et vont présenter leurs félicitations à leurs parents et amis. L'affaire est rapidement connue dans les villages voisins. On connaît ainsi la façon de chasser le nian.
Désormais, une fois à la veille du Nouvel An, toutes les familles collent des papiers rouges parallèles à la porte, tirent des pétards, allument des bougies toute la nuit et restent éveillées jusqu'au lever du soleil. Au petit matin du 1er janvier, on va se souhaiter la bonne année dans les familles.
Avec sa diffusion, l'usage a évolué pour devenir la plus grande fête traditionnelle du peuple chinois.

## Origine
Aussi populaire que soit le mythe de Nian dans le monde chinois, sa date d’apparition et son origine géographique exacte restent inconnues. 
Il existe en chinois deux caractères signifiant « année ». Sùi (岁 / 歲) désigne à l’origine l’année astronomique, mesurée par la révolution de Jupiter dont elle représente 1/12 ; Taisui (太岁 / 太歲) est le dieu de Jupiter. En chinois moderne, sùi désigne les années d’âge, qui change traditionnellement le premier ou le septième jour du Nouvel An chinois, et non à la date de naissance. 
Quant à nián (年), il signifie « année » dans tous les autres sens. Selon le Shuowen jiezi (说文 / 說文解字, shuōwén jiězì) de Xu Shen (许慎 / 許慎, xǔ shèn 58 – 147), dictionnaire datant des Han, nián signifie « maturité des cultures » ; son sens s’est étendu à « récolte », événement typiquement annuel en Chine du Nord, puis à « année ». Nian ne serait donc pas à l’origine le nom d’un animal. 
Deux thèmes de sa légende semblent cependant avoir été très tôt liés à la période du Nouvel An : la nuit de veille et la lutte contre les forces maléfiques attaquant les humains en cette période charnière qu’on appelle aussi niángūan (年关 / 年關), « sas » ou « épreuve » de l’année. Passer le réveillon, gùonián (过年 / 過年) se dit aussi aónián (熬年), de aó, « subir » ou « supporter en rongeant son frein », impliquant l’idée d’une épreuve.
La coutume du repas de réveillon, qui doit être pris très lentement jusque tard dans la nuit, appelée shǒusùi (守岁 / 守歲), « veiller l’année », existait déjà sous les Dynasties du Nord et du Sud, puisqu’elle est mentionnée dans la première moitié du VIe siècle par Song Lin (宋懍) dans Coutumes de Jing et Chu (荆楚岁时记 / 荊楚歲時記, jīng chǔsuì shíjì) ; elle semble exprimer un souhait de longévité. 
Quant à la lutte contre les forces maléfiques, on en trouve la première mention dans le Livre des Han (Ier siècle) qui décrit un rituel appelé núo (傩 / 儺) pratiqué à la cour aux environs du Nouvel An : de très jeunes gens costumés mimaient un combat avec des bêtes féroces qu’ils chassaient du palais.